# Đường đơn vị (thủy văn)
Trong thủy văn học, đường đơn vị là biểu đồ quá trình lưu lượng thu được khi một inch mưa vượt thấm, có cường độ mưa không đổi, rải đều trên bề mặt của lưu vực trong một thời đoạn cho trước.
Chú ý:
- Lượng mưa được tính là mưa vượt thấm (đã khấu trừ lượng thấm), không phải lượng mưa trực tiếp đo được.
- Lưu vực có diện tích không lớn để đảm bảo mưa đều theo không gian.
- Nếu dùng hệ SI, lượng mưa vượt thấm được quy ước là 10 mm.